# Armoriale delle famiglie italiane (Q)
Questo è l'armoriale delle famiglie italiane il cui cognome inizia con la lettera Q.

## Armi

### Qua
| Stemma | Casato e blasonatura |
| ------ | --- |
|        | Quadrelli (Cesena) (la blasonatura non è stata ancora caricata) (citato in Sassi, Quadrelli.) |
|        | Quadri (Sarteano) (la blasonatura non è stata ancora caricata) (citato in Bandini, immagine in L'araldica sarteanese nei secoli.) |
|        | Quadrio (Sondrio) Troncato: nel 1° d'oro all'aquila di nero coronata del campo; nel 2° di rosso a 3 dadi d'argento (citato in Guelfi, p. 221) |
|        | Quadrio o Quadrio de Maria Pontaschelli (Oderzo, Ponte in Valtellina) Aquila di nero coronata di oro su oro - 3 quadri di argento posti 1,2 su rosso (citato in Leonemarinato, Quadrio.) |
|        | Quadrio (Tirano, Ponte in Valtellina, Mazzo in Valtellina, Sondrio) Aquila di nero coronata di oro su oro - 3 tabelle di legno al naturale poste 2,1 su rosso (citato in Leonemarinato, Quadrio.) |
|        | Quadrio (Milano) Aquila coronata di nero su oro - 3 tabelle di legno al naturale poste 2,1 su rosso (citato in Leonemarinato, Quadrio.) |
|        | Quadro (Torino) Titolo: marchesi di Chiusanico; conti di Ceresole Di rosso, a tre corone d'oro, marchionali (citato in Bona, Quadro.) |
|        | Quadro o Quadri o Quadro Cassina (Lugano, Torino) Troncato, d'oro, all'aquila coronata, di nero, al 2° di rosso, a tre quadrelli d'argento (citato in Bona, Quadro.) |
|        | Quaelli (Cremona) D'argento, alla banda in divisa di rosso, accompagnata in capo da un triangolo dello stesso, ed in punta da una rosa di otto foglie pure di rosso (citato in Blasonario cremonese, Quaelli.) |
|        | Quaglia (Firenze) Troncato: nel 1° d'oro, al leone nascente di rosso; nel 2° d'argento, a due bande d'azzurro racchiudenti tre uccelli (quaglie) dal volo chiuso al naturale; e alla fascia d'azzurro passata sulla troncatura (citato in Ceramelli, http://www.archiviodistato.firenze.it/ceramellipapiani2/. ) |
|        | Quaglia (Corneto) Titolo: Nobili di Corneto (la blasonatura non è stata ancora caricata) (citato in DAlena) |
|        | Quaglia (Mondovì) Titolo: consignore di Barbaresco; nobile D'argento, alla banda d'oro, orlata d'azzurro, carica di tre quaglie al naturale, con il capo d'argento, sostenuto d'azzurro, e caricato di un leone d'oro, cucito, nascente (citato in Bona, Quaglia.) Una banda d'oro profilata di filetti azzurri, caricata di tre quaglie al naturale in campo d'argento col capo dello stesso caricato di leone nascente d'oro, e sostenuto da picciola fascia d'azzurro (citato in Albanese) alias D'argento con una fascia d'azzurro, accompagnata in capo da un leone d'oro nascente dalla medesima; ed in punta da una banda d'oro, caricata di tre quaglie al naturale, ed accostata da due bande di azzurro (citato in Albanese) Cimiero: una vergine, che con la destra tiene il breve col motto Motto: Humilitate vincitur |
|        | Quaglia (Torino) D'argento, alla banda d'oro, orlata d'azzurro, carica di tre quaglie al naturale, con il capo d'argento, sostenuto d'azzurro, e caricato di un leone d'oro, cucito, nascente (citato in Bona, Quaglia.) |
|        | Quagliati (Chioggia) (la blasonatura non è stata ancora caricata) (citato in Aldrighetti, Quagliati.) |
|        | Quagliatti (Padova) Quaglia al naturale sostenuta da monte a 3 cime di verde uscente dalla punta su argento - 3 stelle (8 raggi) di oro poste in fascia su azzurro in capo (citato in Leonemarinato, Quagliatti.) |
|        | Quaglino (Asti) Titolo: consignori di Cavallerleone Troncato, al 1º di rosso, a tre stelle d'oro, male ordinate, al 2º d'argento, a tre quaglie al naturale, ordinate in fascia (citato in Bona, Quaglino.) |
|        | Qualerini (Cesena) (la blasonatura non è stata ancora caricata) (citato in Sassi, Qualerini.) |
|        | Qualterotti (Città di Castello) Titolo: Nobili di Città di Castello Di rosso, a tre bande scaccate d'oro e d'azzurro (citato in Guelfi, pag. 469) |
|        | Quaranta (Cuneo) Titolo: consignori di Tarantasca Inquartato, al 1º e 4º d'oro, all'aquila di nero coronata, di nero, al 2º e 3º palato d'azzurro e d'oro (citato in Bona, Quaranta.) Inquartato dell'impero e palato d'azzurro e d'oro, troncato colla fascia d'oro, ripiena di rosso, sulla partizione; il 1º d'azzurro al leone illeopardito, sormontato da tre stelle male ordinate, il tutto d'oro; il 2º d'oro a due pali di rosso (citato in Albanese) Motto: Virtute et labore |
|        | Quaranta Titolo: signore di Quaranta Inquartato, nel 1º e 4º dell'impero, e nel 2º e 3º pali d'azzurro e d'oro a sei pezze (citato in Albanese) |
|        | Quaranta (Carignano, Fossano, Torino) Titolo: conti Troncato, con la fascia d'oro, ripiena di rosso, sulla partizione, al 1° d'azzurro, al leone d'oro, accompagnato da tre stelle, male ordinate, dello stesso, al 2° di rosso, a tre pali d'oro (citato in Bona, Quaranta.) Fascia di rosso bordata di oro su troncato di azzurro e di rosso - leone rampante accompagnato da 3 stelle (5 raggi) poste 1,2 tutto di oro su azzurro - 3 pali di oro su rosso (citato in Leonemarinato, Quaranta.) |
|        | Quaranta (Napoli, Salerno) Titolo: conte, nobile, nobile dei conti / nobile D'oro alla fascia di rosso caricata da quattro X di nero, accompagnata da tre stelle d'argento, due nel capo e una nella punta, con un monte di tre cime di verde sormontata da una vipera al naturale posta in fascia; - l'arma inserita nel cuore dell'aquila bicipite imperiale di nero (citato in La Rosa, Quaranta.) D'oro, alla fascia di rosso, caricata da quattro X di nero, accompagnata da tre stelle d'argento, due in capo ed una in punta; al monte di tre cime di verde, movente dalla punta, sormontato da una vipera al naturale ondeggiante in fascia (citato in Mango) D'oro alla fascia rossa caricata da quattro X nere, accompagnata da tre stelle d'argento, due nel capo ed una nella punta con un monte a tre cime verdi movente dalla punta e sormontato da una vipera verde posta in fascia; lo scudo in cuore dell'aquila imperiale austriaca (citato in Nobili napoletani, Quaranta.) 4 lettere X maiuscole di nero significanti quattro 10 nei numeri romani su fascia di rosso su oro - 3 stelle (5 raggi) di argento poste 2 in alto e una sotto la fascia su oro - 3 monti al naturale uscenti dalla punta di verde sormontati da una vipera dello stesso ondeggiante in fascia su oro (citato in Leonemarinato, Quaranta.) Motto: Per quadraginta pugnat et vincit |
|        | Quaranta (Napoletano) Inquartato di rosso, al leone d'argento, e d'argento (citato in Nobili napoletani, Quaranta.) |
|        | Quaranta (Sicilia) D'azzurro, con quattro numeri X romani di rosso, allineati in fascia (citato in Nobili di Sicilia, Quaranta. Copia archiviata, su famiglia-nobile.com. URL consultato il 7 aprile 2013 (archiviato dall'url originale il 25 marzo 2016).) |
|        | Quarantini (Faenza) Partito d'azzurro e di rosso a tre mazze al naturale, decussate, attraversanti sulla partizione (citato in Spreti, pag. 996) |
|        | Quarantotti (Roma) D'Azzurro al monte di tre cime d'oro sormontato da un'aquila di nero coronata, guardante un sole nascente, col capo di rosso alla croce piana d'argento (citato in Pietramellara, vol. II, pag. 99, immagine in Rust, Quarantotti (PDF).) |
|        | Quarantotto (Pisa) Trinciato: nel 1° d'azzurro, a due stelle a sei punte d'oro; nel 2° d'argento, a due stelle a sei punte d'azzurro; e alla banda d'oro passata sulla trinciatura (citato in Ceramelli, http://www.archiviodistato.firenze.it/ceramellipapiani2/. ) |
|        | Quaratesi (Firenze, Pisa) Troncato d'azzurro e d'oro, all'aquila dal volo abbassato d'argento nel primo, sostenuta dalla partizione (citato in Ceramelli, http://www.archiviodistato.firenze.it/ceramellipapiani2/. e in Leonemarinato, Quaratesi.) (DE) Unter 1 blauen Schildhaupt, darin 1 silberner Adler, ledig gold (citato in Famiglie fiorentine, Quaratesi.) alias Troncato d'azzurro e di cielo, all'aquila di nero nel primo, sostenuta dalla partizione (Immagine nella Raccolta stemmi Trippini (JPG).) |
|        | Quarelli o Quarello (San Michele Mondovì, Torino) Titolo: conti di Lesegno; consignori di Ceva Troncato d'argento e di rosso, alla fascia d'oro sulla partizione: il 1º al leone di nero, illeopardito, linguato di rosso; il 2º a tre fasce d'argento, formate da rombi accollati (citato in Bona, Quarelli.) Fascia di oro su troncato di argento e di rosso - leone passante di nero su argento - 3 fasce formate da losanghe accollate di argento su rosso (citato in Leonemarinato, Quarelli.) Motto: Patiens si vulnera mille |
|        | Quarenghi (Val Brembana) Spaccato: nel 1° d'azzurro, all'albero di verde, nodrito su una terrazza dello stesso, accostato da due leoni affrontati controrampanti, il fusto al naturale; nel 2° losangato d'argento e di rosso (citato in Valle brembana, Quarenghi.) |
|        | Quarini o Quarino o Querini o Guarini (Chieri) Titolo: consignori di Cellarengo, Lovencito D'oro, alla fascia d'azzurro, carica di due rose, d'argento alias D'oro, alla fascia d'azzurro, carica di due rose, d'oro (citato in Bona, Quarini.) |
|        | Quarrati (Pistoia) Troncato: nel 1° d'argento, al cane corrente d'oro, collarinato di rosso; nel 2° sbarrato di sei pezzi d'azzurro e di rosso alias Sbarrato di sei pezzi d'azzurro e d'oro; al capo d'argento, caricato di un cane corrente d'oro, collarinato di rosso (citato in Ceramelli, http://www.archiviodistato.firenze.it/ceramellipapiani2/. ) |
|        | Quart (Aosta) Porta merlata e fiancheggiata da 2 torri tutto di rosso murata di nero - con un orso passante dello stesso illuminato di rosso sotto la porta tutto su argento (citato in Leonemarinato, Quart.) |
|        | Quarta (Copertino, Lecce, Roma) Titolo: conte, nobile dei conti Troncato: 1° d'azzurro all'erpice d'oro, 2° di verde al pozzo al naturale (citato in La Rosa, Quarta.) Erpice di oro su azzurro - vera di pozzo al naturale su verde (citato in Leonemarinato, Quarta.) |
|        | Quartani (Asolo) (la blasonatura non è stata ancora caricata) (citato in DAlena) |
|        | Quartara (Milano, Genova) Leone seduto coronato di oro tenente tra le zampe anteriori una canna di legno al naturale davanti - ad una botticella (staio) di legno cerchiata di nero tutto su ristretto di verde su azzurro - sole raggiante di oro mel canton sinistro del capo su azzurro (citato in Leonemarinato, Quartara.) |
|        | Quarteri o Quarterio (Casale) Titolo: signori di Roasio; consignori di Castelletto Merli Inquartato di rosso e d'oro (citato in Bona, Quarteri.) |
|        | Quarteroni (Val Brembana) Inquartato (troncato?) nel 1° d'oro, al giglio d'argento; nel 2° inquartato di rosso e d'azzurro, alla losanga di nero sul tutto (citato in Valle brembana, Quarteroni.) |
|        | Quarti (Pisa) Inquartato d'oro e d'azzurro (citato in Ceramelli, http://www.archiviodistato.firenze.it/ceramellipapiani2/. ) |
|        | Quarto (Napoli, Alvignano, Riviera di Chiaia) Titolo: nobile dei duchi di Belgioioso, nobile dei conti del Vaglio, duca, patrizio di Salerno, patrizio di Barletta D'oro alla rotella tripartita in pergola d'azzurro, di rosso e di nero, sostenente un falcone di nero (citato in La Rosa, Quarto.) Rotella tripartita di rosso di nero e di azzurro sostenente - un facone (uccello) di nero fermo tutto su oro (il falcone può essere anche al naturale) (citato in Leonemarinato, Quarto.) |
|        | Quatrario o Quadrari (Abruzzo) Troncato d'oro e d'azzurro, al leone di rosso nascente dalla fascia diminuita, dello stesso, attraversante sulla partizione (citato in DAlena) |
|        | Quatta o Quatis (Vercelli) Di verde, alla fascia di rosso, cucita, accompagnata in capo da una stella d'argento, in punta da una quaglia, pure d'argento (citato in Bona, Quatta.) |
|        | Quattrocchi (Tortona) Titolo: signori di Cerreto di Tortona D'argento, troncato dentato in capo di nero, con il capo d'azzurro, carico di tre gigli d'oro, sostenuto da una fascia di rosso, carica di quattro occhi, al naturale (citato in Bona, Quattrocchi.) |
|        | Quattrocchi Colucci (Ascoli Piceno) Fascia di rosso su troncato di argento e sbarrato di azzurro e di oro - croce gigliata latina di oro su monte a 3 cime di verde uscente dalla fascia su argento affiancata da - 2 paia di occhi al naturale posti in fascia in alto su argento (citato in Leonemarinato, Quattrocchi Colucci.) |

### Que
| Stemma | Casato e blasonatura |
| ------ | --- |
|        | Queirazza (Milano, Torino) Corazza romana al naturale posta in maestà su argento (citato in Leonemarinato, Queirazza.) |
|        | Queralt (Sicilia) Scaccheggiato d'argento e di rosso di cinque file, col capo d'oro caricato da un leone di nero passante, colla branca destra erta combattente (citato in Mango e in Nobili di Sicilia, Queralt. Copia archiviata, su famiglia-nobile.com. URL consultato il 7 aprile 2013 (archiviato dall'url originale il 5 marzo 2016).) alias Di rosso al leopardo illeonito d'oro (citato in Mango) |
|        | Quercetani (Firenze) D'argento, all'albero (quercia) sradicato di verde, fruttifero di... (citato in Ceramelli, http://www.archiviodistato.firenze.it/ceramellipapiani2/. ) |
|        | Quercetani (Firenze) Di nero, alla fascia d'argento (citato in Ceramelli, http://www.archiviodistato.firenze.it/ceramellipapiani2/. ) (DE) In Schwarz 1 silberner Balken (citato in Famiglie fiorentine, Quercetani.) |
|        | Querci (Firenze) D'azzurro, all'albero (quercia) al naturale, nodrito sul terreno dello stesso; e alla banda attraversante di rosso caricata di tre teste di leone d'argento alias D'azzurro, all'albero (quercia) al naturale, nodrito sul terreno dello stesso; e alla banda attraversante di rosso caricata di tre teste di leopardo d'argento (citato in Ceramelli, http://www.archiviodistato.firenze.it/ceramellipapiani2/. ) |
|        | Querci (Pistoia) D'azzurro, alla fascia di rosso caricata di un filetto d'oro alias D'azzurro, alla fascia d'oro, bordata di rosso (citato in Ceramelli, http://www.archiviodistato.firenze.it/ceramellipapiani2/. ) |
|        | Querciola (Corneto) Titolo: Nobili di Corneto (la blasonatura non è stata ancora caricata) (citato in DAlena) |
|        | Querciola (Tarquinia) Albero di quercia sradicato al naturale su azzurro (citato in Leonemarinato, Querciola.) |
|        | Querini (Brescia) D'oro, alla fascia d'azzurro, caricata di tre gigli del campo (citato in Monti della Corte) |
|        | Querini (Venezia, Milano) 3 stelle (8 raggi) di oro poste 1,2 su azzurro - lettera B maiuscola di argento su rosso (citato in Leonemarinato, Querini.) |
|        | Querini (Venezia, Milano, Maser) 3 stelle (6 raggi) di oro poste in fascia su azzurro - lettera B maiuscola di oro su rosso (citato in Leonemarinato, Querini.) |
|        | Querini Santa Giustina (Venezia, Pasiano di Pordenone) 3 stelle (6 raggi) di oro poste in fascia sormontate da - leone di San Marco dello stesso tutto su azzurro - rosso pieno (citato in Leonemarinato, Querini (S. Giustina).) |
|        | Querini San Severo (Venezia, Vicenza) 3 stelle (6 raggi) di oro poste in fascia su azzurro - rosso pieno (citato in Leonemarinato, Querini (S. Severo).) |
|        | Querini San Silvestro o Querini San Leonardo (Venezia, Como, Palermo) 3 gigli di oro su fascia di azzurro su oro (citato in Leonemarinato, Querini (S. Silvestro).) |
|        | Querni (Pontremoli, Bagnone) Partito: nel 1° d'azzurro, all'albero sradicato al naturale, accostato al tronco da due stelle a otto punte d'oro; nel 2° palato di quattro pezzi di rosso e d'azzurro (citato in Ceramelli, http://www.archiviodistato.firenze.it/ceramellipapiani2/. ) Albero di quercia sradicato al naturale affiancato da - 2 stelle (8 raggi) di oro tutto su azzurro - palato di rosso e di azzurro (4 pezzi) (citato in Leonemarinato, Querni.) alias Partito: nel 1° d'azzurro, all'albero sradicato al naturale, accostato al tronco da due stelle a otto punte d'oro; nel 2° palato di quattro pezzi di rosso e d'azzurro, con il capo di Santo Stefano (citato in Ceramelli, http://www.archiviodistato.firenze.it/ceramellipapiani2/. ) |
|        | Quesada (Sassari) Di rosso, a quattro pali d'armellino (citato in Guelfi, pag. 58) |
|        | Quesada (Sardegna, Milano) Di rosso a quattro pali scorciati d'armellino Motto: Potius mori quam foedari (citato in Floris) |
|        | Quesada (Cagliari, Roma, Sassari) 4 pali scorciati di armellino su rosso (citato in Leonemarinato, Quesada.) |
|        | Questiaux (Como) 3 stelle (6 raggi) di oro poste 1,2 su azzurro - cornucopia di nero (di rosso ?) ripiena di argento su oro - cicogna rivolta (forse gru ?) al naturale su terrazzo di verde uscente dalla punta su oro - ancora di argento a 2 marre gomenata di oro posta in sbarra su azzurro (citato in Leonemarinato, Questiaux.) |
|        | Quey (Ayas, Aosta) D'argento, al leone di nero, linguato ed armato di rosso, con la banda d'azzurro, carica di tre stelle d'oro, attraversante Motto: Tacendo loquor (citato in Bona, Quey.) |

### Qui
| Stemma | Casato e blasonatura |
| ------ | --- |
|        | Quigini e Quigini Puliga (Tortolì, Piemonte) Titolo: conti Inquartato, al 1° d'azzurro, al cigno al naturale, al 2° d'oro, al braccio di carnagione tenente una busta al naturale, sigillata d'oro, al 3° d'oro, all'alabardiere, al naturale, al 4° d'azzurro, all'alveare attorniato da quattro api volanti, il tutto d'oro (citato in Bona, Quigini.) Cigno fermo al naturale su azzurro - braccio destro di carnagione uscente da destra tenente con la mano una lettera sigillata al naturale su oro - guerriero in maestà tenente con la destra una bandiera di argento e con la sinistra una spada punta al basso tutto al naturale su oro - alveare con qualche ape intorno tutto di oro su azzurro (citato in Leonemarinato, Quigini Puliga.) |
|        | Quilzi (Firenze) Trinciato di... e di..., a quattro compassi posti due a due intrecciati in palo, ciascuna coppia sormontata da una stella a otto punte, il tutto dell'uno nell'altro (citato in Ceramelli, http://www.archiviodistato.firenze.it/ceramellipapiani2/. ) |
|        | Quino o Aquino o D'Aquino (Molfetta) Titolo: duca Inquartato, nel 1° e nel 4° bandato d'oro e di rosso; nel 2° e nel 3° spaccato, di rosso e d'argento, al leone dell'uno nell'altro Motto: Unius coloris (citato in Uva, Quino., immagine in Uva, Quino.) |
|        | Quinones de Leon (Madrid) Scaccato di rosso e di vajo (3x5, 15 pezzi) - bordura dove si alternano 8 torri di oro su rosso e 4 leoni rampanti di rosso su argento (citato in Leonemarinato, Quinones de Leon.) |
|        | Quintana Duegnas (Messina) Nel 1° e 4° d'argento, alla croce gigliata vuotata e ripiena di nero; nel 2° e 3° di rosso al giglio d'oro (citato in Mango) |
|        | Quintani (Cortona) D'azzurro, alla fascia di rosso caricata di tre stelle a otto punte d'oro (citato in Ceramelli, http://www.archiviodistato.firenze.it/ceramellipapiani2/. ) |
|        | Quinti (Cesena) (la blasonatura non è stata ancora caricata) (citato in Sassi, Quinti.) |
|        | Quinto (Biella) D'azzurro, all'aquila, coronata alla reale, di nero (citato in Bona, Quinto.) |
|        | Quinto (Napoli) Titolo: nobile, marchese di Cameli D'azzurro al toro passante d'argento con la testa rivoltata, sormontato da tre spighe d'oro disposte a ventaglio (citato in La Rosa, Quinto.) Toro passante testa rivolta di argento sormontato da - 3 spighe di grano di oro poste a ventaglio tutto su azzurro (citato in Leonemarinato, Quinto.) |
|        | Quinzi Partito, a destra inquartato in decusse di rosso e di oro, a sinistra di rosso a quattro scaglioni di oro (citato in Spreti, vol. IV, pag. 20) |
|        | Quinzi (L'Aquila) Partito: nel 1° inquartato in croce di S.Andrea di rosso e d'oro; nel 2° di rosso a quattro caprioli d'oro. Sul tutto d'argento al leone al naturale (citato in DAlena) Leone rampante al naturale su scudetto di argento su - inquartato in croce di Sant'Andrea di rosso e di oro - 4 scaglioni di oro su rosso (citato in Leonemarinato, Quinzi.) |
|        | Quirico (Chieri, Roma) Titolo: conti Di rosso, alla cicogna al naturale, ferma sulla pianura di verde, accompagnata in capo da un caduceo d'argento (citato in Bona, Quirico.) Cicogna al naturale posata su terrazzo di verde su rosso - caduceo al naturale in alto su rosso (citato in Leonemarinato, Quirico.) |
|        | Quirini (Stampalia) Partito semitroncato: nel 1° d'argento ad una fascia d'azzurro caricata di tre rose del campo; nel 2° scaccato di rosso e d'oro; nel 3° di verde, al cavallo allegro d'argento (citato in DAlena) |
|        | Quirini (Venezia) (la blasonatura non è stata ancora caricata) (citato in DAlena) |
|        | Quiros (Sicilia) D'argento, con due chiavi d'azzurro passate in croce di s. Andrea, accompagnate da quattro gigli dello stesso, poste 2 in capo e 2 in punta, accostate da quattro rose di rosso poste in palo e la bordura di rosso caricata da 8 croci di s. Andrea d'oro (citato in Nobili di Sicilia, Quiros. Copia archiviata, su famiglia-nobile.com. URL consultato il 7 aprile 2013 (archiviato dall'url originale il 5 marzo 2016).) |

### Quo
| Stemma | Casato e blasonatura |
| ------ | --- |
|        | Quorli (Firenze) Di..., al monte di sei cime di... sostenente un leone rivolto di..., tenente con le branche anteriori una ghirlanda di... (citato in Ceramelli, http://www.archiviodistato.firenze.it/ceramellipapiani2/. ) |